# 포클랜드 해류
포클랜드 해류(Falkland Current, Malvinas Current, Falklands Current)는 파타고니아 대서양 해안을 따라 북쪽으로 라플라타강구를 향해 흐르는 차가운 물의 흐름이다. 이 해류는 편서풍 해류로부터 물이 움직여서 혼곶을 돌면서 발생한다. 명칭은 포클랜드 제도의 이름이서 비롯되었다. 이 차가운 해류는 아르헨티나해의 열대 브라질 해류와 섞여서 온난한 기후를 나타낸다.
포클랜드 해류는 남극순환류의 한 분기이다. 60~90 스베드럽, 즉 초당 0.5미터~1미터)의 속도로 움직인다.

## 같이 보기
- 아르헨티나해
- 해류
- 환류 (해양학)